# Look Up
Look Up è il trentunesimo album in studio del cantautore inglese Ringo Starr, pubblicato il 10 gennaio 2025 da Universal Music Enterprises.

## Tracce
Testi e musiche di T-Bone Burnett, eccetto dove indicato.
1. Breathless (featuring Billy Strings) – 3:02
2. Look Up (featuring Molly Tuttle) – 3:10 (Burnett, Daniel Tashian)
3. Time on My Hands – 3:59 (Burnett, Tashian, Paul Kennerley)
4. Never Let Me Go (featuring Billy Strings) – 3:55
5. I Live for Your Love (featuring Molly Tuttle) – 2:59 (Burnett, Bill Swan)
6. Come Back (featuring Lucius) – 2:49
7. Can You Hear Me Call (featuring Molly Tuttle) – 2:54
8. Rosetta (featuring Billy Strings & Larkin Poe) – 3:46
9. You Want Some – 3:03 (Swan)
10. String Theory (featuring Molly Tuttle & Larkin Poe) – 3:37 (Burnett, Tashian)
11. Thankful (featuring Alison Krauss) – 3:38 (Bruce Sugar, Richard Starkey)